# Rheinseitenkanal

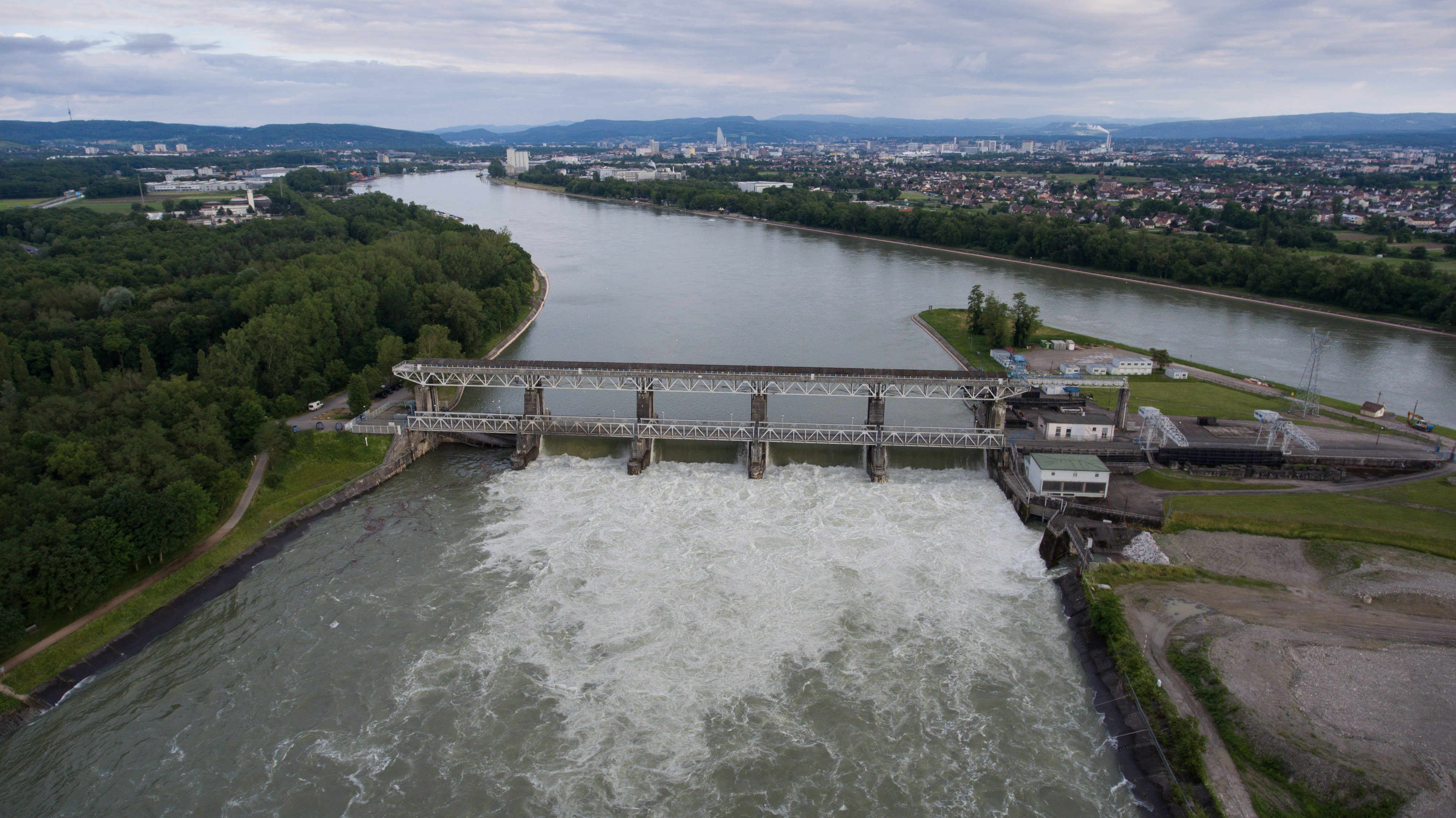
Abschlag des Rheinseitenkanals vom südbadischen Altrhein am Stauwehr Märkt (von Norden), davor die Südspitze der Île de Rhin, im Hintergrund Basel

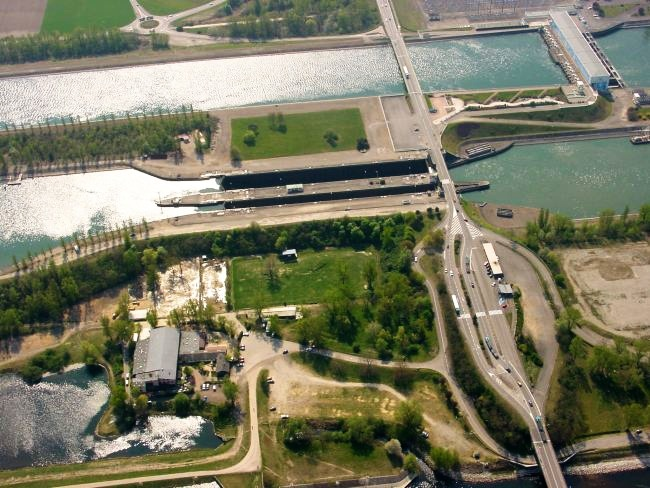
Rheinseitenkanal (oben) bei Breisach mit Flusskraftwerk Vogelgrun der EdF und Schleuse (Mitte) in einer „Schlinge“; unten die alte Straßenzollanlage an der Europabrücke. Der Altrhein vereinigt sich 1,4 km flussabwärts (im Bild: rechts) wieder mit dem Kanal

Rheinseitenkanal ist der landläufige deutsche Name des französischen Grand Canal d’Alsace (französisch für wörtlich großer Kanal des Elsass, in der Rheinschifffahrtspolizeiverordnung auch Großer Elsässischer Kanal, in Übersetzungen des Versailler Vertrags und anderen Verträgen zwischen Frankreich und Deutschland auch Seitenkanal), eines westlich bzw. links des Rheins verlaufenden Schifffahrtskanals zwischen Village-Neuf (F) am südlichen Ende und Volgelsheim (F) im Norden bzw. Weil am Rhein-Märkt (D) und Breisach (D).
Die Landesgrenze zwischen Deutschland und Frankreich verläuft zwischen Märkt und Breisach im Talweg des östlich bzw. rechts des Kanals parallel verlaufenden Rheins, hier in der Regel als „Rest“- oder „Altrhein“ bezeichnet.

## Geschichte
Nachdem das Deutsche Reich den Ersten Weltkrieg verloren hatte, diktierte Frankreich ihm den kapitulationsähnlichen Waffenstillstand von Compiègne. Die deutsche Delegation unterschrieb ihn am Morgen des 11. November 1918; er trat um 11 Uhr in Kraft. 
Die Deutschen mussten alle Truppen binnen 15 Tagen aus sämtlichen besetzten Gebieten Belgiens, Frankreichs, Luxemburgs und aus dem Reichsland Elsaß-Lothringen abziehen und dulden, dass anschließend französische Truppen die linksrheinischen Gebiete und rechtsrheinische Brückenköpfen um Mainz, Koblenz und Köln besetzen würden. 
Das Gebiet des Reichslandes Elsaß-Lothringen wurde 1919 gemäß dem Versailler Vertrag wieder Frankreich angegliedert. Dadurch wurde der Rhein im Abschnitt zwischen Basel und Lauterbourg wieder zur Staatsgrenze zwischen Deutschland und Frankreich. Zusätzlich gestand der Versailler Vertrag Frankreich in Artikel 358 das alleinige Recht zur beliebigen Ableitung von Rheinwasser sowie zur Nutzung der Wasserkraft des Rheins im Grenzabschnitt zu. Dabei sollte die Hälfte des erzeugten Stroms Deutschland gutgeschrieben werden. In Ausnutzung dieser Vertragsklausel begann Frankreich, westlich des die Grenze bildenden Rheinabschnitts einen Kanal zu planen und zu realisieren, der nicht nur der Schifffahrt, sondern vor allem auch der Stromerzeugung diente. Zwecks Maximierung des Energiegewinns sollte praktisch die gesamte Wassermenge des Rheins bis zu einem Abfluss von 1.400 m³/s durch den Kanal und die an ihm geplanten französischen Kraftwerke laufen. Im Grenzfluss sollte außer bei Rheinhochwasser nur noch eine geringfügige Rest-Wassermenge verbleiben. 1928 wurde bei Basel mit dem Bau des Kanals (Rheinseitenkanal) begonnen (Staustufe Kembs mit Wehr bei Märkt). Mit der Besetzung Frankreichs im Zweiten Weltkrieg (Juni 1940) wurden die Arbeiten unterbrochen. 
In den 1950er Jahren wurden die Bauarbeiten wieder aufgenommen und bis nach Breisach fortgeführt. In Verhandlungen mit Frankreich erreichte die deutsche Regierung unter Adenauer, dass Frankreich für den Flussabschnitt nördlich von Breisach zugunsten einer „Schlingenlösung“ auf die ursprüngliche Kanalkonzeption verzichtete: Im künftigen Bauabschnitt sollte das Wasser jeweils nur für die Länge einer Staustufe über französisches Territorium geführt und wieder in den Rhein zurückgeführt werden. Die Schifffahrtstrecke des Rheins wurde so im Abschnitt bis nach Straßburg mit mehreren durch Frankreich führenden Fluss-„Schlingen“ versehen. Mit dem Weiterbau des Kanals in seiner ursprünglichen Konzeption hätte sich der Grundwasserstand im deutschen (und gleichermaßen auch im französischen) Hinterland weiter nachteilig verändert und es wären zudem die deutschen Hafenanlagen ab Breisach vom durchgehenden Schiffsverkehr abgeschnitten worden. Der politische Preis für die Zustimmung Frankreichs zur Schlingenlösung und somit zum Verzicht auf einen eigentlichen Kanal war die deutsche Zustimmung zur Moselkanalisierung sowie – wegen höherer Erstellungskosten der nun realisierten Schlingenlösung – der Verzicht auf die hälftige Vergütung der Stromerlöse durch Frankreich.
Durch den Bau des Rheinseitenkanals wurden auch die Isteiner Schwellen umgangen, die eine Gefahr für die Schifffahrt nach Basel waren. 
Am Abzweig des Rhein-Rhône-Kanals, zwischen den Orten Kembs und Niffer, wurde 1960–62 die Schleuse Kembs-Niffer errichtet. Deren Gebäude, ein Kontrollturm für den Schleusenverkehr und ein Zollhaus, wurden von dem schweizerisch-französischen Architekten Le Corbusier entworfen. Das Dach des Zollhauses ist ein hyperbolisches Paraboloid: eine Hyparschale, an deren tiefstem Punkt das Niederschlagswasser gesammelt und abgeleitet wird. Der Schaft des Turmes besteht aus diagonal übereinandergesetzten Würfeln. Eine Außentreppe führt zu einer verglasten Plattform, die den Blick in beide Kanalrichtungen ermöglicht.

## Wasserkraft
Im Verlauf des Kanals befinden sich vier Staustufen mit Wasserkraftwerken, welche alle dem französischen Energiekonzern Électricité de France (EDF) gehören:
- Kraftwerk Kembs, Fertigstellung 1932, Neukonzessionierung 2011[4]
- Kraftwerk Ottmarsheim, Fertigstellung 1952[5]
- Kraftwerk Fessenheim, Fertigstellung 1956
- Kraftwerk Vogelgrun, Fertigstellung 1959

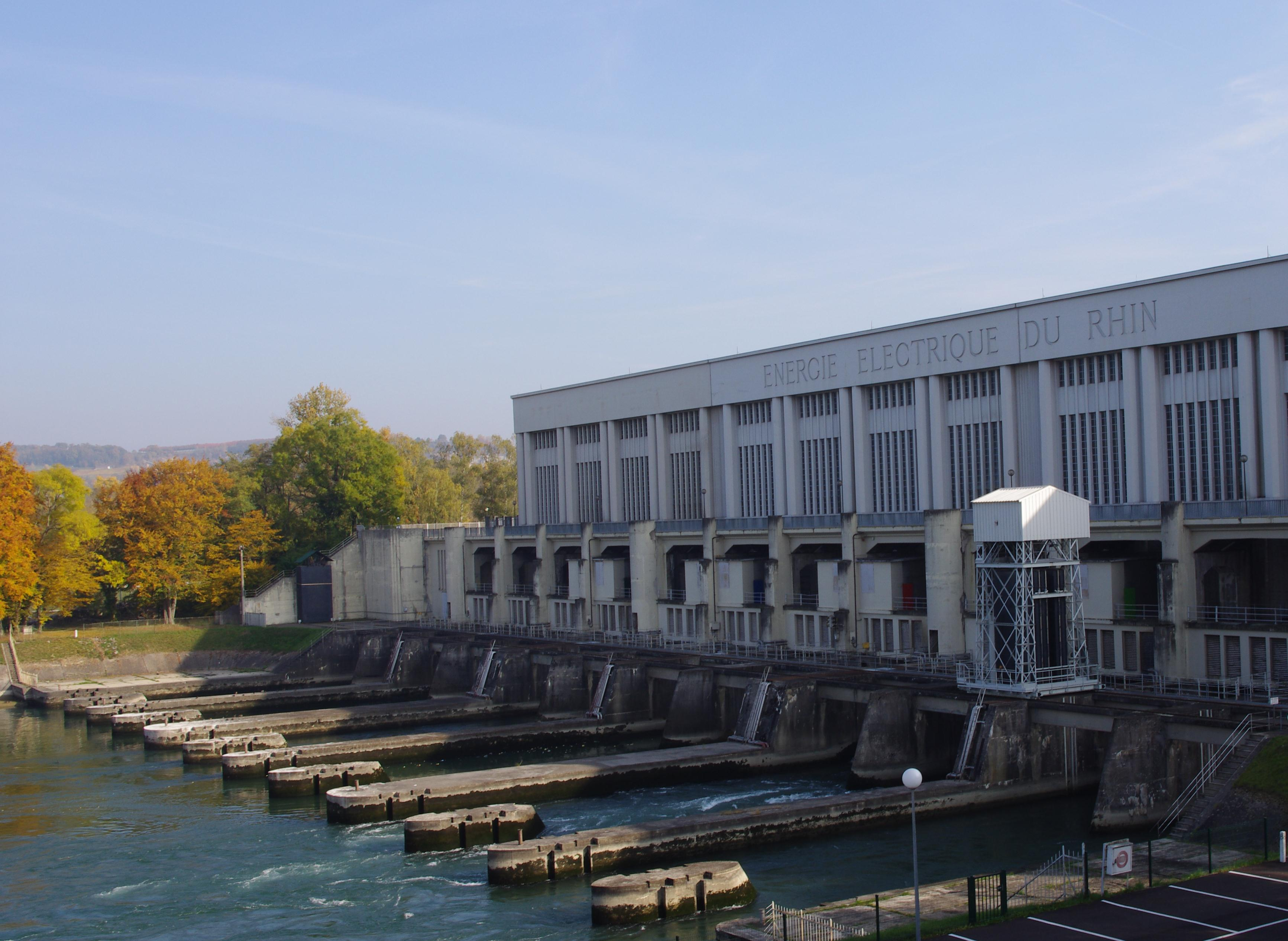
Staustufe Kembs
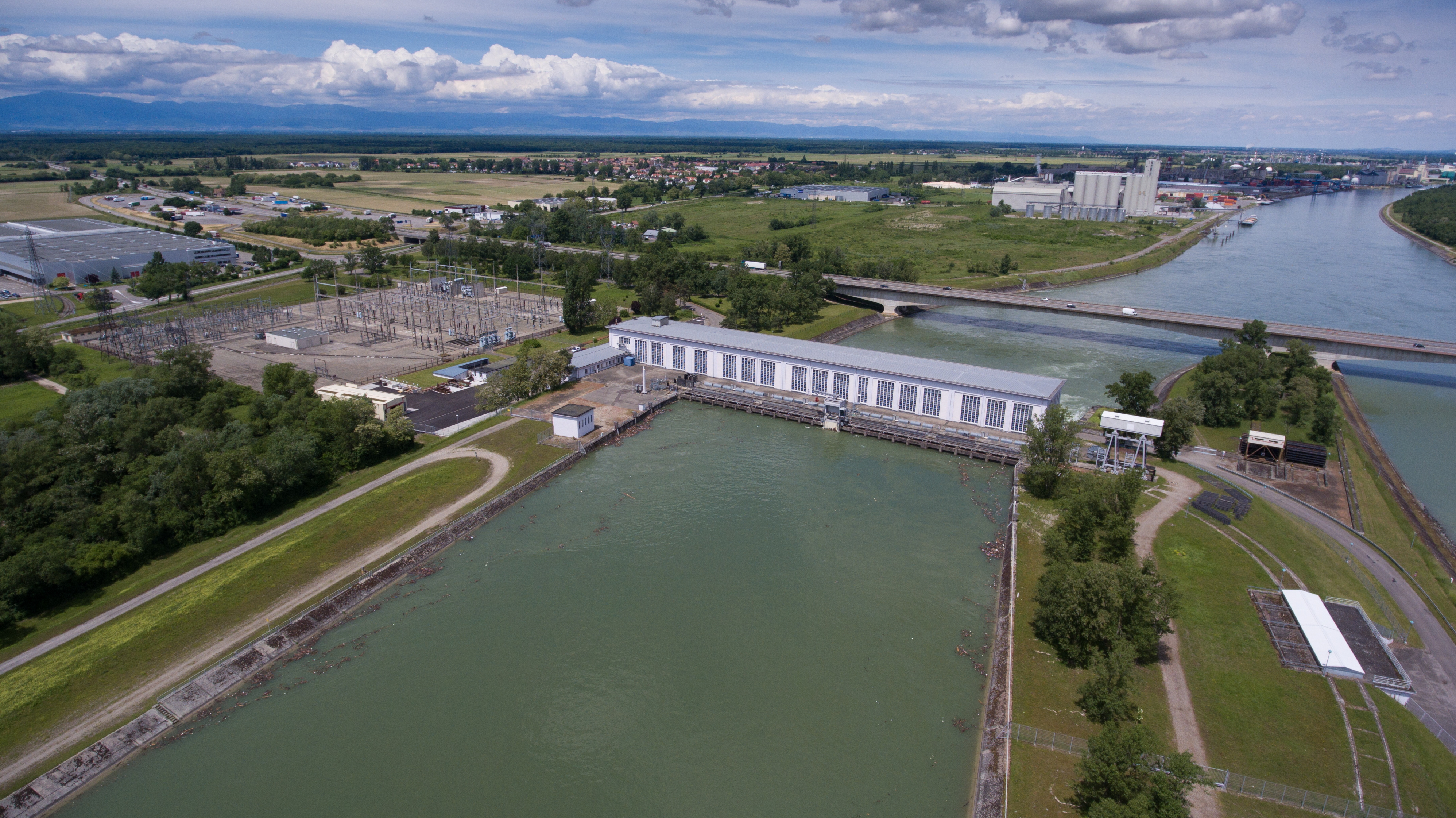
Kraftwerk Ottmarsheim
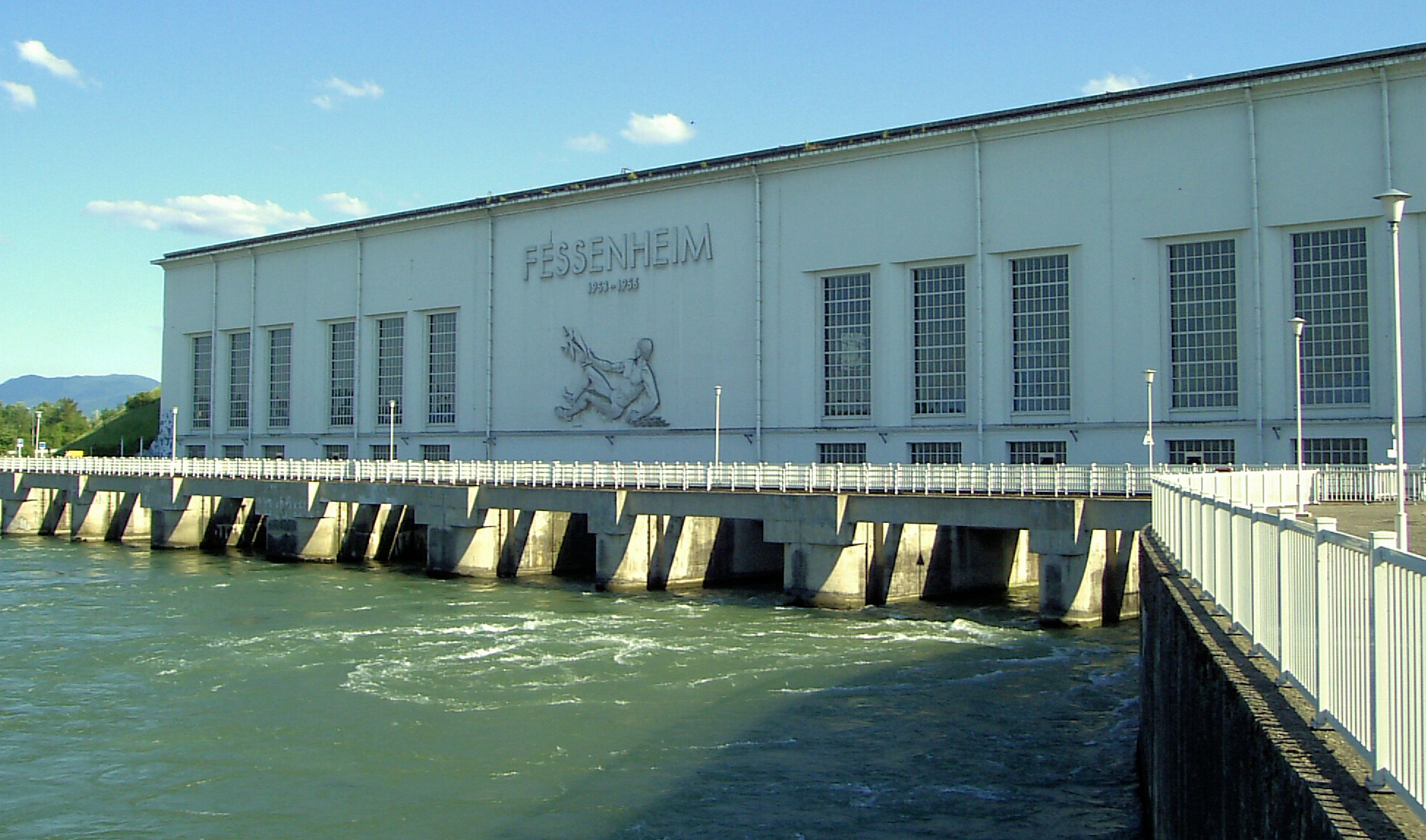
Wasserkraftwerk Fessenheim
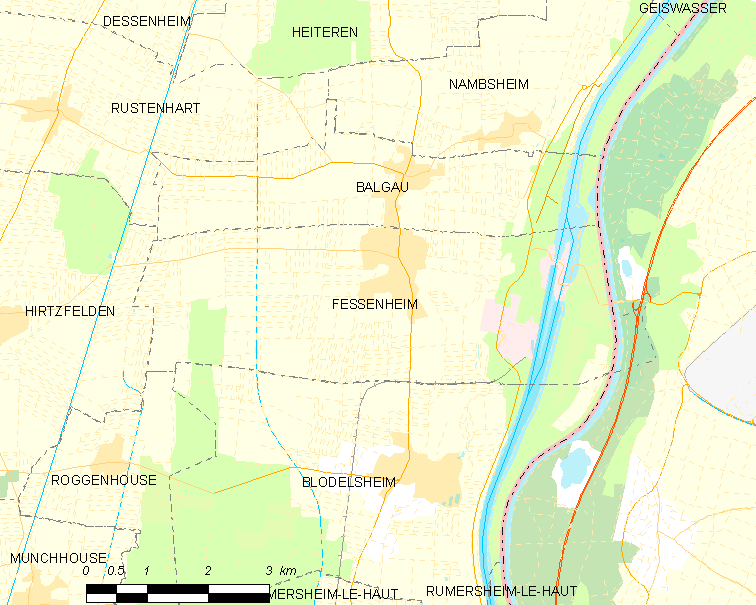
Lage des Wasserkraftwerks Fessenheim (rötliche Fläche oberhalb des Kernkraftwerks)
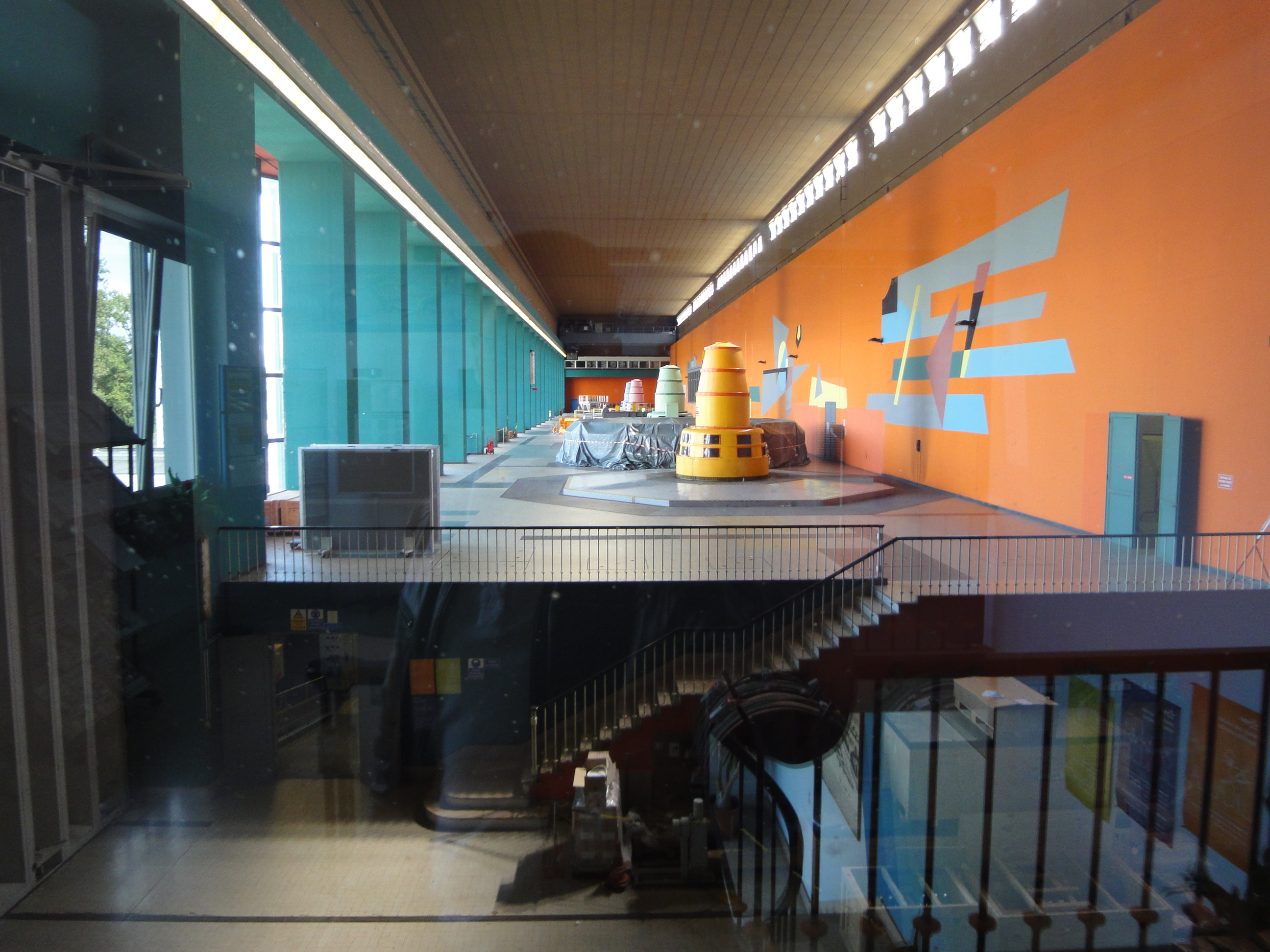
Staustufe Vogelgrün (bei Breisach) von innen
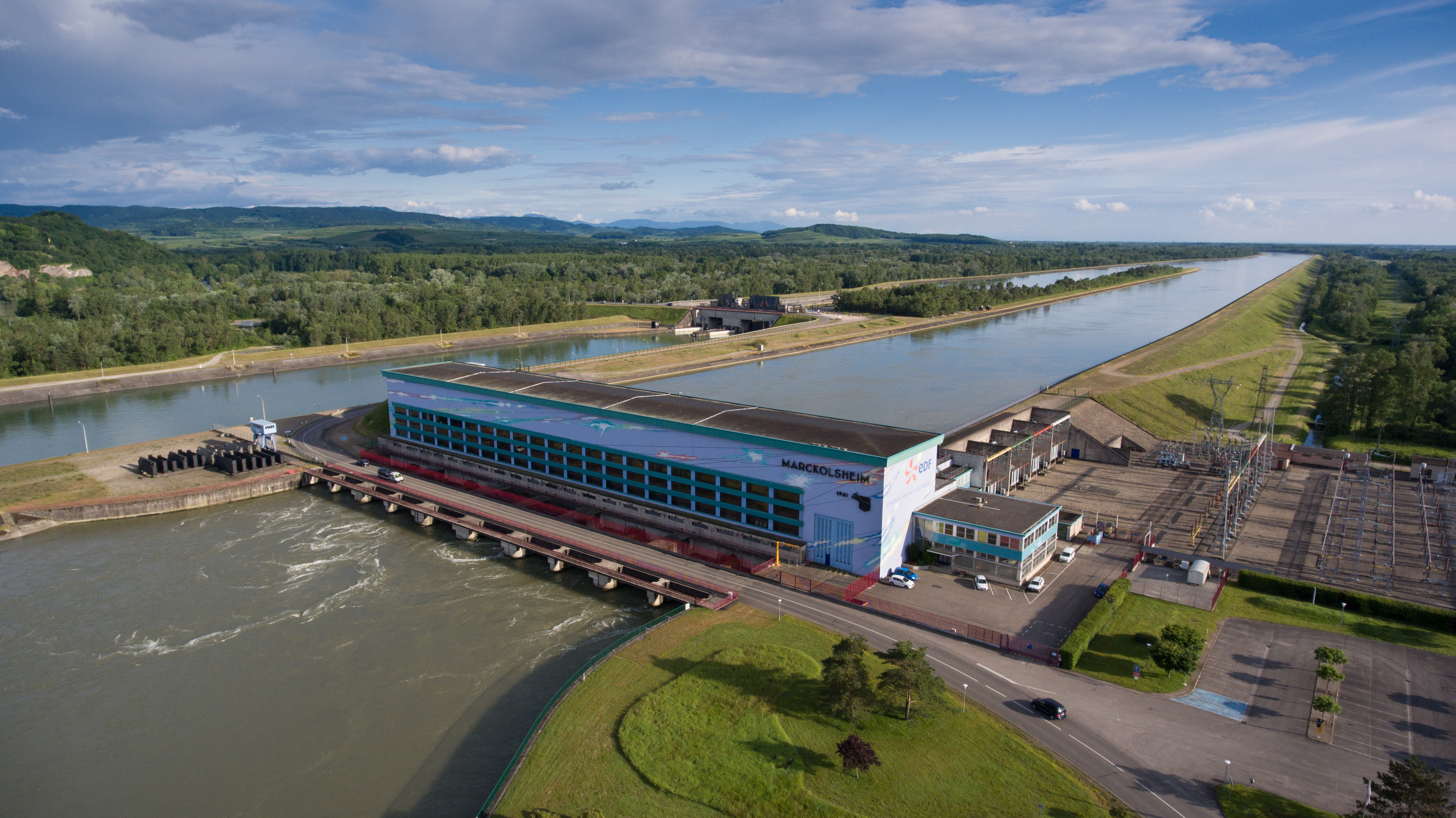
Kraftwerk Marckolsheim (Zufluss über Schlingenlösung)

## Schleusen

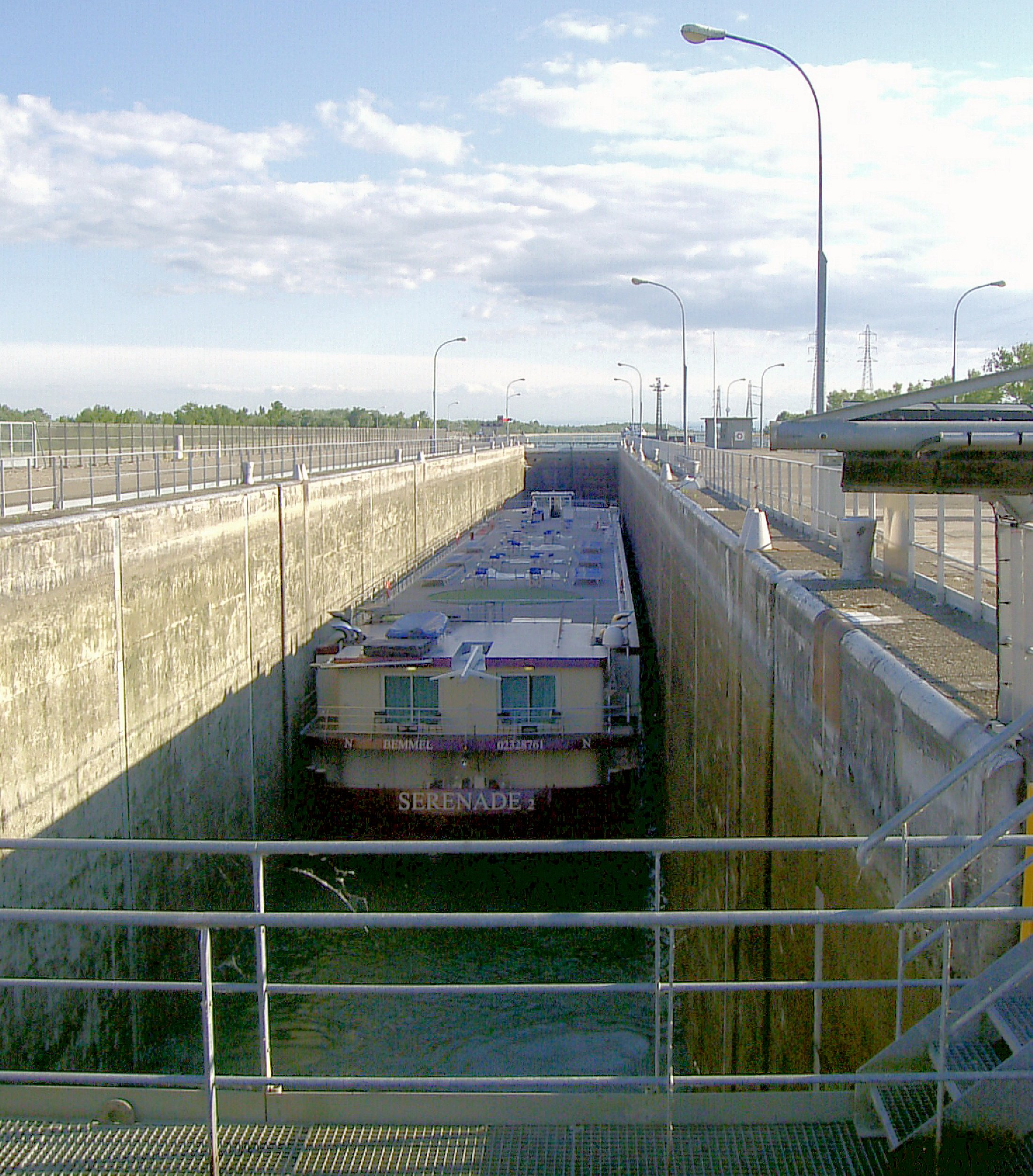
Die Ost-Schleuse Fessenheim kann bis zu 185 Meter lange und 12 Meter breite Schiffe oder Schiffsverbände aufnehmen

Die vier Schleusenanlagen sind als Doppelschleusen ausgeführt. Die Schleuse Kembs hat zwei Schleusenkammern mit 25 m Breite und 185 m Länge. Die übrigen drei Schleusen haben jeweils eine Kammer mit 12 × 185 m und eine mit 23 × 185 m.

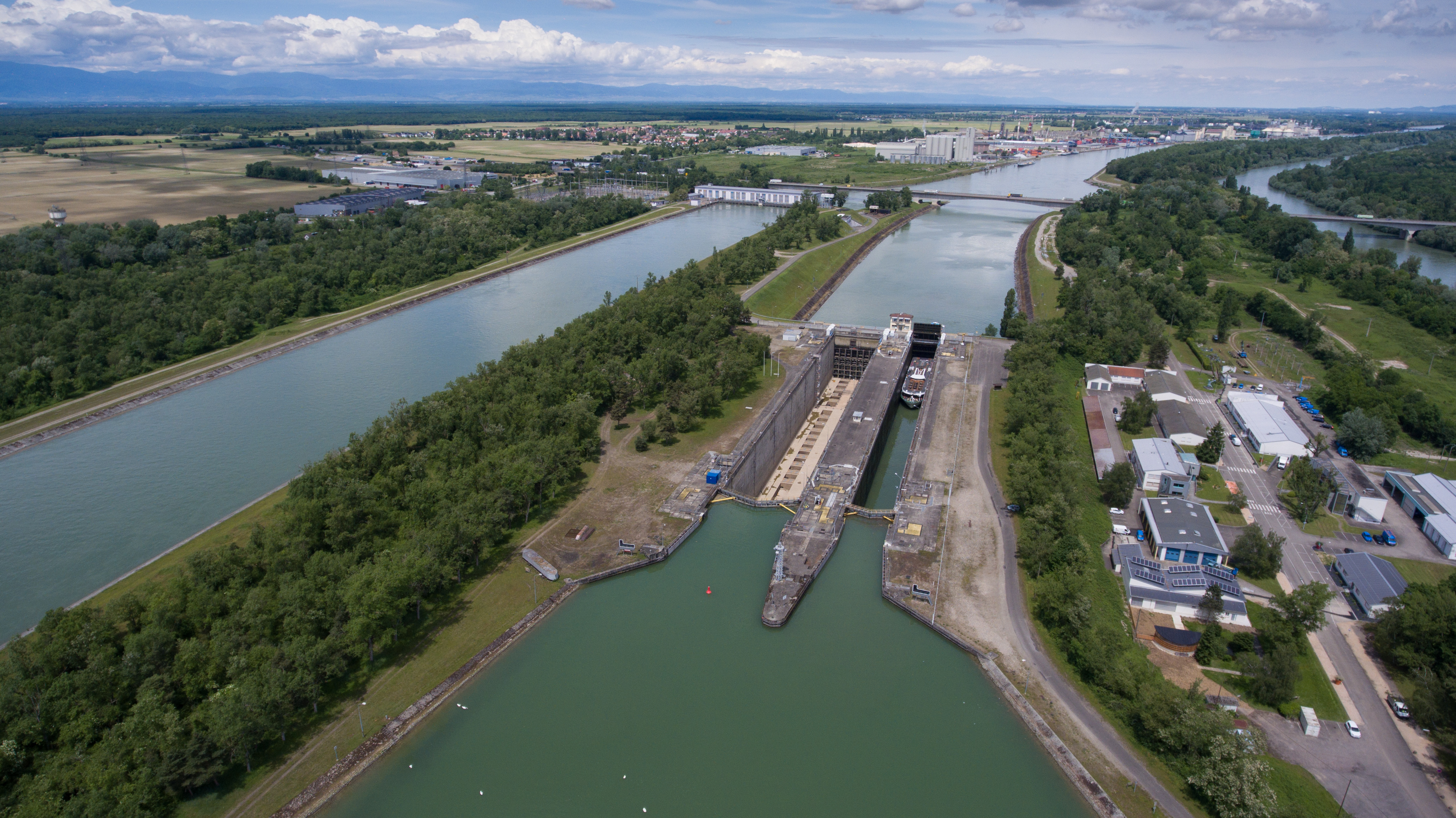
Schleuse Ottmarsheim
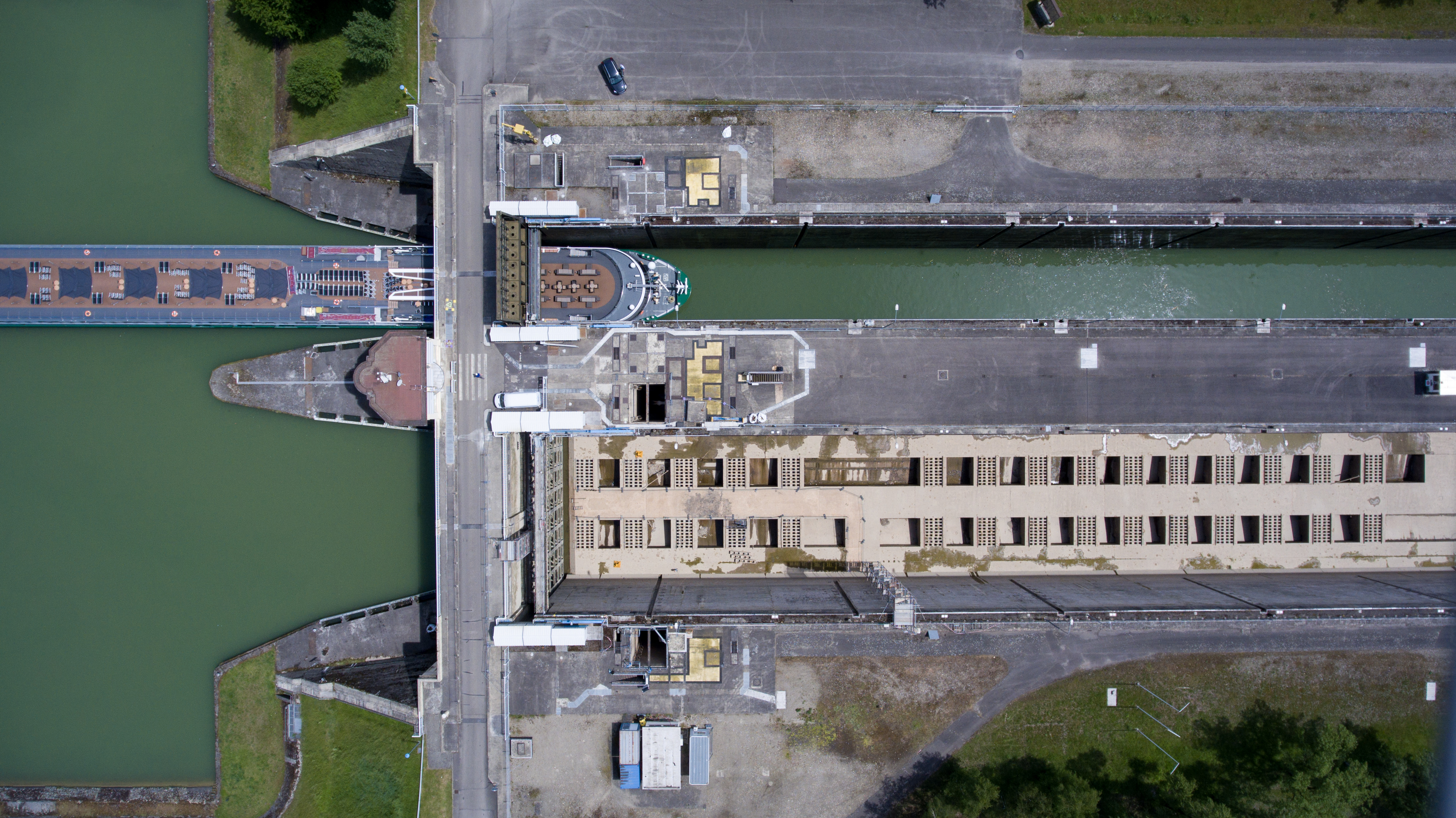
Schleuse Ottmarsheim von oben
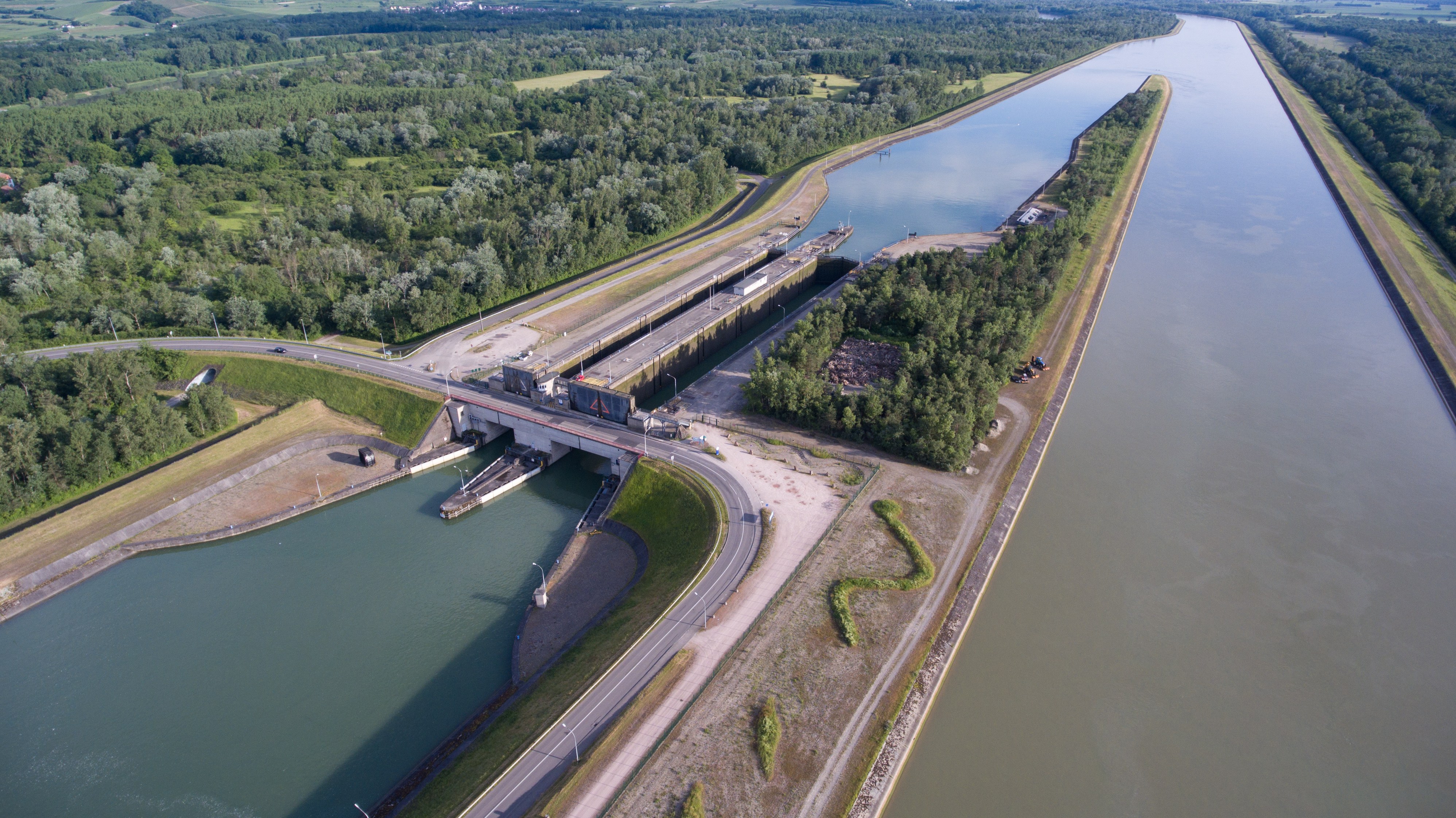
Schleuse Marckolsheim

## Ökologie

### Gerinne Altrhein, Kiesgeschiebe, Aquafauna
In einer Machbarkeitsstudie zur Redynamisierung des Restrheins (interreg-Projekt 2010–2012) wurde durch die Zugabe von ca. 25 000 m³ Kies bei Kleinkems untersucht, ob die Geschiebedynamik des Altrheins dadurch verbessert werden könnte: dies soll unter anderem die Bedingungen für kieslaichende Fischarten verbessern.

### Grundwasserspiegel
Durch den Bau des Kanals wurde der Grundwasserspiegel so weit abgesenkt, dass sowohl auf der deutschen als auch auf der französischen Seite eine landwirtschaftliche Nutzung der Auen unmöglich wurde; aus diesem Grund wurde zwischen Breisach und Straßburg statt eines durchgezogenen Kanals eine „Schlingenlösung“ mit insgesamt vier Schlingen zur verbesserten Schifffahrt und Energiegewinnung umgesetzt.

### Hochwasser
Durch den Bau der zehn Staustufen im Oberrhein wurde der Wasserabfluss des Rheins, insbesondere bei Hochwasser, beschleunigt. Im 19. Jahrhundert konnte sich der Rhein noch stark mäandrierend in seinen Auen ausdehnen. Die Wehre an den Kraftwerken dienen zur Abführung von Hochwasser sowie zur Erhaltung der Stauhöhe für die Kraftwerke zur Energiegewinnung sowie des Wasserspiegels für die Schifffahrt im Kanal. Der schnellere Wasserabfluss beseitigt zwar die Hochwassergefahr im Kanalabschnitt des Rheins, fördert aber das Zusammentreffen von Hochwasserscheiteln des Rheins mit denen der Zuflüsse Neckar, Main und Mosel und bewirkt so eine Verschärfung der Hochwassergefahr am Mittelrhein und Niederrhein.
Bei Hochwasser ist aufgrund der geringeren Fallhöhe an den Staustufen bei den Kraftwerken keine maximale Energieausnutzung mehr möglich: Ab einem Durchfluss von ca. 3.300 m³ pro Sekunde mit steigender Tendenz in Basel und wenn am Pegel Maxau ein Abfluss von 4.200 m³/s erreicht oder überschritten ist, wird der sogenannte Sonderbetrieb der Rheinkraftwerke durchgeführt. Die Rheinkraftwerke drosseln den Zufluss auf ein Minimum von 200 m³/s und die restliche Wassermenge wird durch die Wehre in das ursprüngliche Rheinbett geleitet (max. 4500 m³/s). Dieser Sonderbetrieb der Rheinkraftwerke wurde als ein Teil der Hochwasserrückhaltemaßnahmen des Integrierten Rheinprogramms (IRP) beschlossen. Das Rückhaltevolumen beträgt ca. 45 Mio. m³.

### Mindestwasserführung Altrhein
Im Januar 2011 trat die jahrelang zwischen Naturschützern, Frankreich und der Schweiz umstrittene Neukonzessionierung des Wasserkraftwerkes Kembs bis in das Jahr 2035 in Kraft: hier wurde eine wesentliche Erhöhung der Mindestwasserführung für den Altrhein vereinbart.

## Schlingenlösung
Zwischen Straßburg/Kehl und Breisach verläuft der Schifffahrtsweg abwechselnd im alten Rheinbett und in als „Schlingen“ bezeichneten Kanalabschnitten. An jeder Schlinge liegt eine Staustufe mit einem Kraftwerk und zwei Schleusen. In den Rheinabschnitten neben den Schlingen wurde in Kehl ein Kulturwehr errichtet, das zusammen mit festen Schwellen dafür sorgt, dass der Grundwasserspiegel nicht weiter absinkt. Das Absinken des Grundwasserspiegels konnte durch die Schlingenlösung nur verringert werden. Als Problem blieb auch die Tiefenerosion des Flusses aufgrund seiner Verkürzung und des damit einhergehenden stärkeren Gefälles bestehen. Um die ökologischen Folgen der Schlingenlösung zu begrenzen, entstand auf deutscher Seite der Durchgehende Altrheinzug aus der Verbindung vorhandener Altrheine.
Der Bau weiterer Staustufen (Staustufe Gambsheim (1974) und Iffezheim (1977)) diente neben der Energiegewinnung der Vermeidung einer weiteren Erosion der Gewässersohle. Unterhalb von Iffezheim wird die Sohlenerosion mittels regelmäßiger Geschiebezugabe durch die Wasser- und Schifffahrtsverwaltung verhindert bzw. reguliert. Kann dies nicht eingehalten werden, so müssten Deutschland und Frankreich verhandeln, ob eine weitere Staustufe im Bereich Lauterburg-Neuburgweier gebaut wird. Die Kosten lägen bei ca. 1–2 Milliarden Euro.

## Koordinaten
- Ausgangspunkt des Kanals: 47° 36′ 59″ N, 7° 34′ 18″ OKoordinaten: 47° 36′ 59″ N, 7° 34′ 18″ O
- Endpunkt des Kanals: 48° 2′ 0″ N, 7° 34′ 5″ O

Rheinkilometer: Anfang, km 173,55 – Ende, km 226,25